# Stone Creek
Stone Creek è un villaggio degli Stati Uniti d'America, situato nello stato dell'Ohio, nella contea di Tuscarawas.